# Ecnomus neboissi
Ecnomus neboissi là một loài Trichoptera trong họ Ecnomidae. Chúng phân bố ở miền Australasia.